# Erisma micranthum
Erisma micranthum är en tvåhjärtbladig växtart som beskrevs av Richard Spruce och Johannes Eugen ius Bülow Warming. Erisma micranthum ingår i släktet Erisma och familjen Vochysiaceae. Inga underarter finns listade i Catalogue of Life.